# Onyx Grand Prix
Onyx Grand Prix foi uma equipe de Fórmula 1 britânica fundada por Mike Earle e Greg Field. Disputou as temporadas de 1989 e 1990.

## Início
Fundada em 1978, a Onyx deu seus primeiros passos no automobilismo disputando a Fórmula 2. Com o apoio da March, pleiteou uma vaga na F-1 diversas vezes, não tendo êxito nenhuma vez. A morte de Riccardo Palletti (um dos prováveis pilotos da equipe caso fosse inscrita) no GP do Canadá de 1982 mexeu com Field, que vendeu sua parte a Jo Chamberlain. Com o final das atividades da F-2, migrou para a recém-criada Fórmula 3000, onde correu até 1988, tendo como ponto alto o título na temporada de 1987, com Stefano Modena.

## Na Fórmula 1

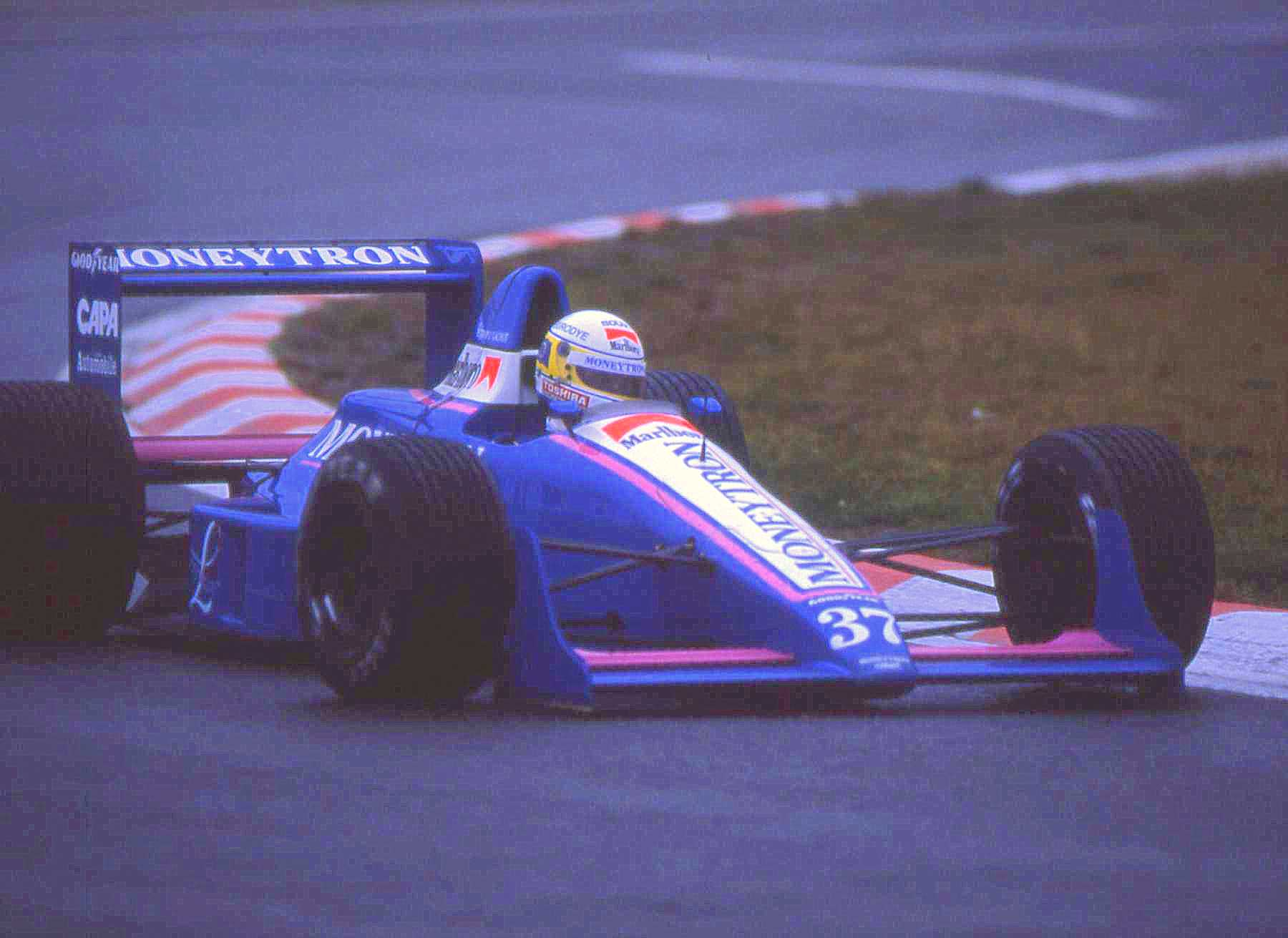
Bertrand Gachot no Grande Prêmio da Bélgica de 1989, sua penúltima corrida como piloto da Onyx.

Em 1989, Earle e Chamberlain, ao lado do empresário belga Jean-Pierre Van Rossem, decidem embarcar "na onda" da F-1 e inscrevem a Onyx para a temporada deste ano, e o carro, chamado Onyx ORE-1, tinha uma pintura incomum: azul-claro com tons de rosa e branco. Os primeiros pilotos da equipe foram o experiente sueco Stefan Johansson e o luxemburguês-belga Bertrand Gachot. Enquanto o sueco se classificou para 8 corridas, Gachot sofria com não-classificações (foram 6 não-passagens pela pré-classificação de sexta-feira e uma não-classificação para o GP da Alemanha, tendo disputado 5 corridas, e completado apenas duas, sempre fora dos pontos (melhor resultado foi um 12° lugar no GP da Grã-Bretanha). Depois disso, acaba demitido da equipe para dar lugar ao finlandês JJ Lehto no GP de Portugal, e o estreante não conseguiu a vaga no grid.
Nesta mesma corrida, Johansson conquistou o único pódio da equipe e o último da carreira. As confusões com Gachot foram o estopim para a demissão de Greg Field, e Van Vossen, que já não tinha boas relações com Chamberlain e Earle, foi obrigado a vender sua parte na escuderia para o engenheiro Alan Jenkins - ele exigiu que a Onyx usasse motores Porsche a partir de 1991, mas a fábrica alemã optou em equipar os carros da Footwork.
Após passar por um breve período nas mãos do grupo japonês Middlebridge, a equipe foi vendida ao milionário suíço Peter Monteverdi.

## 1990: crise e final das atividades da Onyx

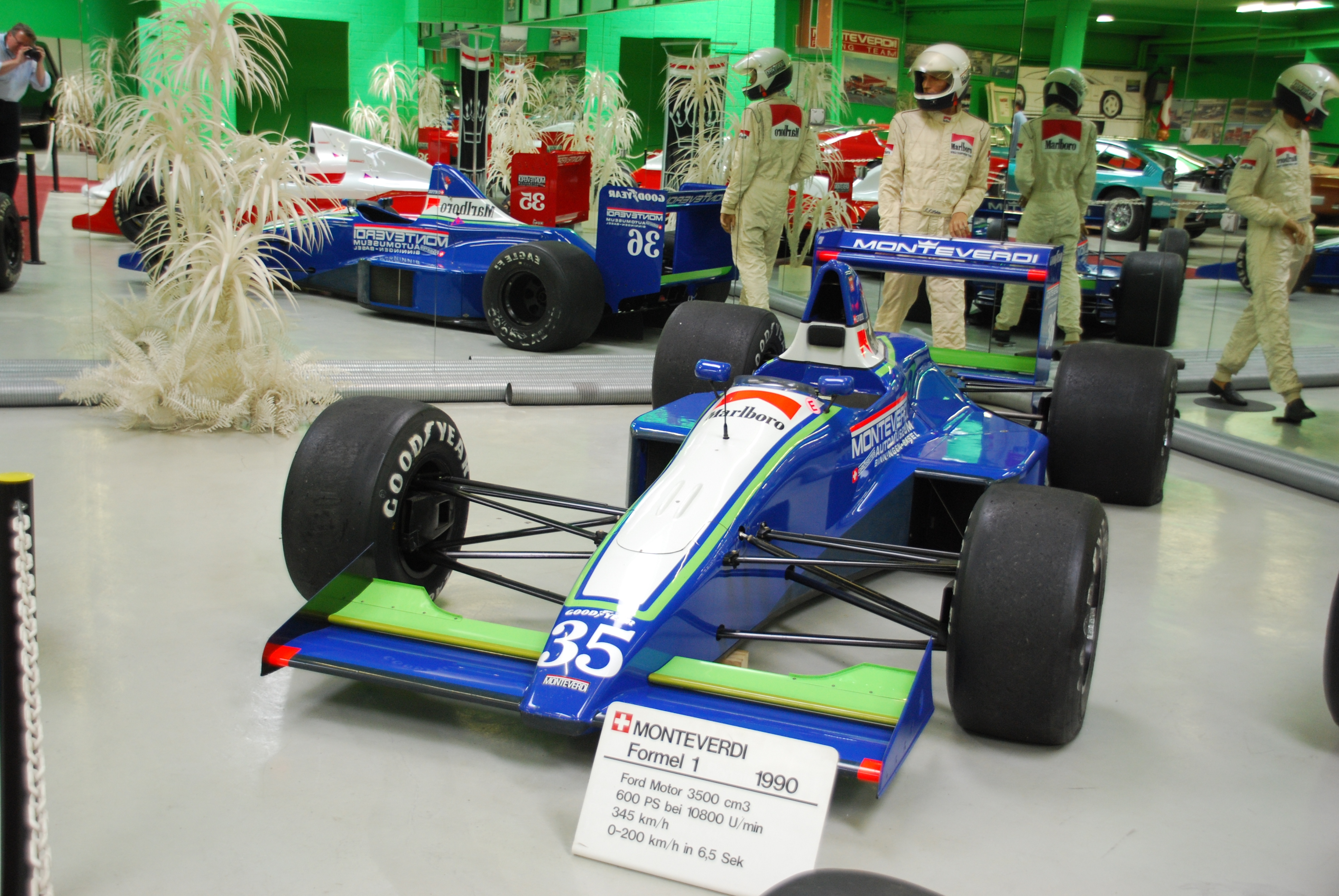
O Onyx ORE-1B, carro usado pela escuderia em 1990.

Para 1990, a Onyx manteve a dupla Johansson-Lehto. Earle chegou a voltar a trabalhar na equipe, mas Monteverdi decidiria reduzir custos e promoveu a demissão de boa parte dos funcionários. 
Após duas não-classificações, o sueco é dispensado e, para seu lugar, é contratado o suíço Gregor Foitek, célebre por ter causado um acidente na F-3000 que quase encerrou a carreira do inglês Johnny Herbert em Brands Hatch. Lehto permaneceu no time, que manteve o azul (agora com um tom escurecido), mas trocou o rosa e o branco do carro da temporada passada por um layout verde-maçã. Peter Monteverdi renomeou a equipe com seu sobrenome (Monteverdi/Onyx) e pretendia mudar a sede para a Suíça, mas, a pedido de Johansson, declina da ideia. Foitek e Lehto alternam entre não-classificações e largadas, mas não somam nenhum ponto, embora o suíço tenha chegado perto de pontuar em Mônaco, quando estava em 6° lugar, porém bateu na Larrousse do francês Éric Bernard em uma disputa de posição e terminou classificado em sétimo lugar.
Em julho, a Onyx finalmente transfere sua sede para a Suíça, porém, após não se classificar para o GP da Hungria, acabou falindo.
Um carro vermelho e branco foi testado por J.J. Lehto para a temporada de 1991, mas o encerramento das atividades da Onyx inviabilizou tais planos. Jean Pierre Van Rossen, proprietário da Moneytron (empresa que apoiou a Onyx em 1989), faleceu em dezembro de 2018

## Participação em Super Monaco GP
Em Super Monaco GP, a equipe Orchis foi inspirada na Onyx Grand Prix, fazendo parte do nível D (o mais baixo do jogo), e tendo como piloto C. Tegner, baseado em Stefan Johansson.

## Classificação completa da Onyx
| Ano  | Nome oficial                                           | Chassis            | Pneus | Motor                | Óleo  | Pilotos                                      | Test Drivers | Classificação      |
| ---- | ------------------------------------------------------ | ------------------ | ----- | -------------------- | ----- | -------------------------------------------- | ------------ | ------------------ |
| 1990 | Moneytron Onyx Formula One Monteverdi Onyx Formula One | ORE-1 ORE-1B ORE-2 | G     | Ford Cosworth DFR V8 | Mobil | Stefan Johansson J.J.Lehto Gregor Foitek     |              | NC (13º) 0 ponto   |
| 1989 | Moneytron Onyx Formula One                             | ORE-1              | G     | Ford Cosworth DFR V8 | Mobil | Stefan Johansson /Bertrand Gachot J.J. Lehto |              | 11° lugar 6 pontos |

## Resultados Completos da Onyx na Fórmula 1
(Legenda)
| Ano  | Chassis            | Motor                | Pneus | Pilotos          | 1   | 2   | 3   | 4   | 5   | 6   | 7   | 8   | 9   | 10  | 11  | 12  | 13  | 14  | 15  | 16  | Pontos | Posição  |
| ---- | ------------------ | -------------------- | ----- | ---------------- | --- | --- | --- | --- | --- | --- | --- | --- | --- | --- | --- | --- | --- | --- | --- | --- | ------ | -------- |
| 1990 | ORE-1 ORE-1B ORE-2 | Ford Cosworth DFR V8 | G     |                  | EUA | BRA | SMR | MON | CAN | MEX | FRA | GBR | ALE | HUN | BEL | ITA | POR | ESP | JAP | AUS | 0      | NC (13º) |
| 1990 | ORE-1 ORE-1B ORE-2 | Ford Cosworth DFR V8 | G     | Stefan Johansson | NQ  | NQ  |     |     |     |     |     |     |     |     |     |     |     |     |     |     | 0      | NC (13º) |
| 1990 | ORE-1 ORE-1B ORE-2 | Ford Cosworth DFR V8 | G     | Gregor Foitek    |     |     | Ret | 7   | Ret | 15  | NQ  | NQ  | Ret | NQ  |     |     |     |     |     |     | 0      | NC (13º) |
| 1990 | ORE-1 ORE-1B ORE-2 | Ford Cosworth DFR V8 | G     | JJ Lehto         | NQ  | NQ  | 12  | Ret | Ret | Ret | NQ  | NQ  | NC  | NQ  |     |     |     |     |     |     | 0      | NC (13º) |
| 1989 | ORE-1              | Ford Cosworth DFR V8 | G     |                  | BRA | SMR | MON | MEX | EUA | CAN | FRA | GBR | ALE | HUN | BEL | ITA | POR | ESP | JAP | AUS | 6      | 10º      |
| 1989 | ORE-1              | Ford Cosworth DFR V8 | G     | Stefan Johansson | NPQ | NPQ | NPQ | Ret | Ret | DSQ | 5   | NPQ | Ret | Ret | 8   | NPQ | 3   | NPQ | NPQ | NPQ | 6      | 10º      |
| 1989 | ORE-1              | Ford Cosworth DFR V8 | G     | Bertrand Gachot  | NPQ | NPQ | NPQ | NPQ | NPQ | NPQ | 13  | 12  | NQ  | Ret | Ret | Ret |     |     |     |     | 6      | 10º      |
| 1989 | ORE-1              | Ford Cosworth DFR V8 | G     | JJ Lehto         |     |     |     |     |     |     |     |     |     |     |     |     | NPQ | Ret | NPQ | Ret | 6      | 10º      |

## Pilotos da Onyx
- Stefan Johansson - O experiente piloto sueco foi responsável pelo único pódio da Onyx, um terceiro lugar no GP de Portugal em 1989, sendo seu último pódio na categoria. Deixou a equipe após não se classificar para os GP's dos EUA e do Brasil, em 1990.
- Jyrki Järvilehto (J.J. Lehto) - Disputou sete corridas pela Onyx entre 1989 e 1990, não pontuando em nenhuma. Testou o carro que seria usado em 1991, mas a Onyx acabou fechando as portas, deixando-o sem carro para a temporada (seria contratado pela Scuderia Italia pouco depois).
- Bertrand Gachot - O luxemburguês-belga teve uma passagem conturbada pela Onyx, amargando seis não-classificações consecutivas. Perdeu seu emprego na equipe após o GP da Itália, quando criticou a falta de testes no time.
- Gregor Foitek - Tornou-se mais conhecido ao se envolver num acidente que prejudicou a carreira de Johnny Herbert, quando corriam ainda pela F-3000. Foitek disputou cinco provas em 1990 (abandonando em duas), não pontuando nenhuma vez. Esteve prestes a marcar seu primeiro ponto na F-1 no GP de Mônaco, mas um toque do francês Éric Bernard, da Larrousse, o tirou da zona de pontuação (mesmo abandonando, Foitek foi classificado em sétimo lugar).